# Körpeli Deresi
Il fiume di Körpeli (Körpeli Deresi o Körpeli Boğaz Deresi o Körpeliboğaz Deresi è un fiume turco tagliato dalla diga di Sıddıklı nella provincia di Kırşehir. Si getta nel lago della diga di Hirfanlı sul fiume Kızılırmak.